# Синхронне плавання на Чемпіонаті світу з водних видів спорту 2009
Змагання з синхронного плавання на Чемпіонату світу з водних видів спорту 2009 тривали з 18 до 25 липня 2009 року в спортивному комплексі Італійський форум у Римі (Італія).

## Таблиця медалей
| Місце               | Країна              | Золото | Срібло | Бронза | Загалом |
| ------------------- | ------------------- | ------ | ------ | ------ | ------- |
| 1                   | Росія (RUS)         | 6      | 0      | 0      | 6       |
| 2                   | Іспанія (ESP)       | 1      | 6      | 0      | 7       |
| 3                   | КНР (CHN)           | 0      | 1      | 4      | 5       |
| 4                   | Канада (CAN)        | 0      | 0      | 2      | 2       |
| 5                   | Італія (ITA)        | 0      | 0      | 1      | 1       |
| Загалом (5 збірних) | Загалом (5 збірних) | 7      | 7      | 7      | 21      |

## Медальний залік
| Дисципліна                    | Золото                                           | Срібло                                    | Бронза                                |
| ----------------------------- | ------------------------------------------------ | ----------------------------------------- | ------------------------------------- |
| Соло, технічна програма       | Наталія Іщенко (RUS)                             | Хемма Менгуаль (ESP)                      | Марі-П'єр Будро Ганьйон (CAN)         |
| Соло, довільна програма       | Наталія Іщенко (RUS)                             | Хемма Менгуаль (ESP)                      | Беатріче Аделіцці (ITA)               |
| Дует, технічна програма       | Анастасія Давидова (RUS) Світлана Ромашина (RUS) | Андреа Фуентес (ESP) Хемма Менгуаль (ESP) | Цзян Тінтін (CHN) Цзян Веньвень (CHN) |
| Дует, довільна програма       | Наталія Іщенко (RUS) Світлана Ромашина (RUS)     | Андреа Фуентес (ESP) Хемма Менгуаль (ESP) | Цзян Тінтін (CHN) Цзян Веньвень (CHN) |
| Група, технічна програма      | Росія                                            | Іспанія                                   | КНР                                   |
| Група, довільна програма      | Росія                                            | Іспанія                                   | КНР                                   |
| Комбінація, довільна програма | Іспанія                                          | КНР                                       | Канада                                |